# Armadillo quadritracheatus
Armadillo quadritracheatus là một loài chân đều trong họ Armadillidae. Loài này được Budde-Lund miêu tả khoa học vào năm 1913.